# HIPC-program

De stater erkända som HIPC-länder.
Länder kvalificerade för full HIPC hjälp.
Länder kvalificerade för partiell HIPC hjälp.
Länder kvalificerade för HIPC hjälp, men möter inte nödvändiga villkor.

HIPC-program är ett program där de mest skuldtyngda länderna i världen kan få delta och få några av sina skulder avskrivna. HIPC är en förkortning av Heavily Indebted Poor Countries. Programmet drivs av Världsbanken och IMF. Ett land som deltagit är Madagaskar.
Andra länder som i nuläget är HIPC-länder är följande:
Benin, Bolivia, Burkina Faso, Etiopien, Ghana, Guyana, Honduras, Mali, Mauretanien, Moçambique, Nicaragua, Niger, Rwanda, Senegal, Tanzania, Uganda och Zambia. Dessa är dessutom klara för skuldavskrivning.